# Maurice Drouhin
Maurice Drouhin, né le 23 juin 1891 à Paris et mort le 9 août 1928 à Paris, est un aviateur français.

## Biographie
Il meurt à la suite d'un accident survenu le 9 août 1928 à Orly avec un avion Couzinet destiné à traverser l'océan Atlantique.

## Distinctions
- Croix de guerre 1914–1918
- Chevalier de la Légion d'honneur (28 août 1925)